# Validieren (Psychotherapie)
Validieren ist eine Methode der Kommunikation, die im Rahmen der Dialektisch-Behavioralen Therapie und auch im systemischen Kontext oder dem Coaching eingesetzt wird. Das Ziel dieser Gesprächstechnik ist, einerseits das subjektive Empfinden des Patienten anzuerkennen, andererseits zu verdeutlichen, dass noch andere Verhaltens- und Erlebensweisen möglich wären, die gegebenenfalls hilfreicher (funktionaler) wären. Das Gegenteil ist die Invalidierung. Es werden 6 Stufen unterschieden:
- V1 Ungeteilte Aufmerksamkeit:

aktives Zuhören, Erinnern von vorher Gesagtem, Interessenssignale
- V2 Modalitätskonforme Kommunikation:

Kognition → Kognition: „Meine Freundin hat mich angeschrien.“ → „Sie hatten also einen Konflikt mit ihrer Freundin.“
Emotion → Emotion: „Ich war stocksauer.“ → „Sie waren enorm wütend.“
- V3 Kreuzmodale Kommunikation (Mind-Reading):

Kognition → Emotion: „Meine Freundin hat mich Arsch genannt.“ → „Sie sind jetzt wütend.“
Emotion → Kognition: „Ich bin wütend.“ → „Sie denken wahrscheinlich: 'Der würde ich am liebsten den Kopf einhauen'.“
- V4 Auf Biografie bezogene Kommunikation: Zusammenhang zwischen Erfahrung und Verhalten deutlich machen.

Therapeut: „Ihre Freundin hat so wie Ihre Mutter geredet, von der Sie sich auch nie verstanden fühlten.“
- V5: Auf gegenwärtigen subjektiven Kontext bezogene Kommunikation:

Therapeut: „Sie denken, dass das Leben nur in fester Partnerschaft erträglich wäre.“
- V6: Generalisierte Kommunikation: radikale Echtheit, vermitteln, dass das Verhalten normal ist und der Patient ein gleichwertiger Partner ist.

Therapeut: „Bei dem, was ihnen da passiert ist, würde ich auch traurig werden.“